# Breklenkamp
Breklenkamp (52° 27′ N, 6° 59′ L) é uma cidade dos Países Baixos, na província de Overijssel. Breklenkamp pertence ao município de Dinkelland, e está situada a 16 km, a norte de Oldenzaal.
A área de Breklenkamp, que também inclui as partes periféricas da cidade, bem como a zona rural circundante, tem uma população estimada em 200 habitantes.